# Chiesa di San Gregorio della Divina Pietà
San Gregorio della Divina Pietà è una piccola chiesa di Roma che si trova nel Rione Sant'Angelo, vicino alla Sinagoga: è detta anche San Gregorio al Ponte Quattro Capi o Pons Judaeorum, per la vicinanza col ponte omonimo, o anche San Gregorietto ai Quattro Capi.

## Storia e descrizione
La sua origine è antichissima, ma non se ne ha nozione esatta che nel 1403.
Fu edificata sulle case della gens Anicia, e più tardi fu chiamata Frangipane e dedicata a san Gregorio perché nelle vicinanze il padre del santo possedeva una casa. 
Nel 1729 la chiesa fu restaurata su progetti di Filippo Barigioni, per incarico di papa Benedetto XIII Orsini di Gravina e data alla Congregazione degli Operai della Divina Pietà, da cui il nome
; è ancora presente, sul lato destro della chiesa, l'elemosiniera originaria.
Andrea Casali vi dipinse San Filippo Neri in estasi e due ovali raffiguranti santi francescani.
Nel 1858 fu restaurata nuovamente e vi fu apposta sulla facciata un'iscrizione bilingue, ebraica e latina, con un passo della Bibbia. 

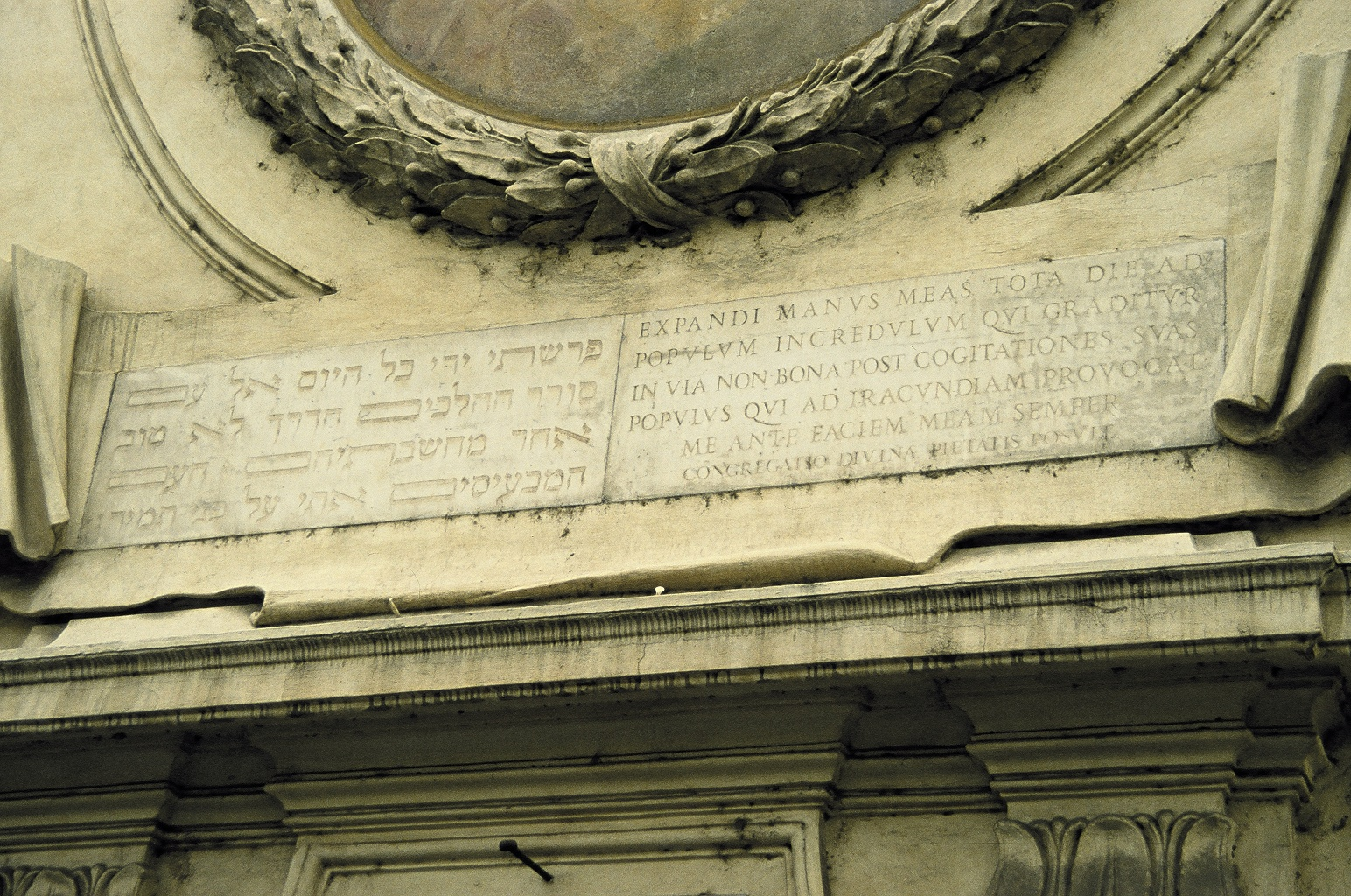
Iscrizione bilingue sulla porta della chiesa di San Gregorio della Divina Pietà

È famosa perché vi erano tenute le prediche obbligatorie che venivano imposte, durante il regno Pontificio, agli ebrei, prediche ricordate in una scena del film Nell'anno del Signore di Luigi Magni. Di quest'uso fa memoria la doppia iscrizione, in latino e in ebraico, posta sull'architrave della porta.

## Note

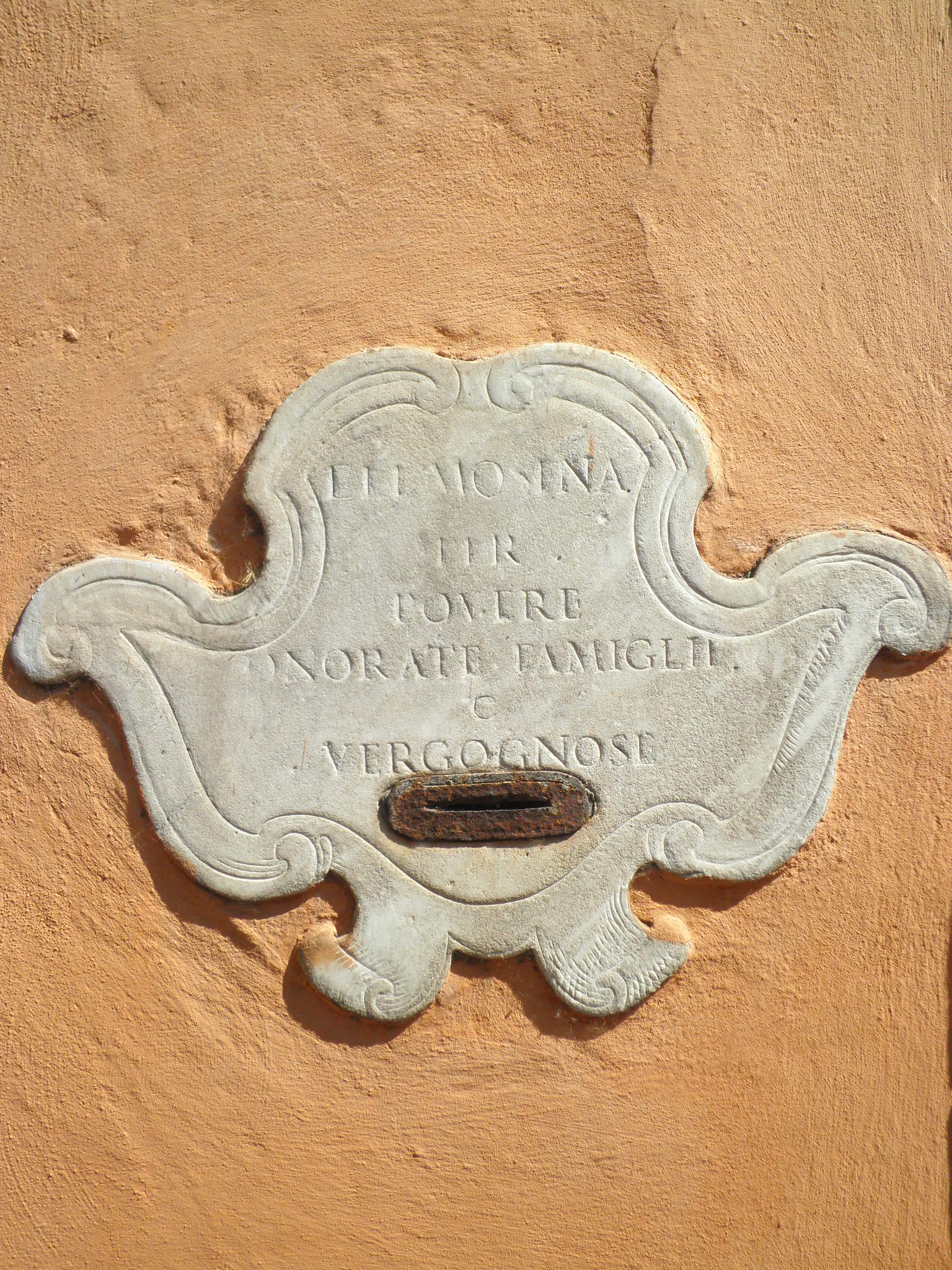
L'elemosiniera per le povere onorate famiglie vergognose